# 후키시마촌
후키시마촌(富木島村)은 일본 아이치현 지타군에 설치되었던 촌이다. 현재의 도카이시의 중심부에 해당한다.